# 20. srpnja
20. srpnja (20. 7.) 201. je dan godine po gregorijanskom kalendaru (202. u prijestupnoj godini).
Do kraja godine imaju još 164 dana.

## Događaji
- 1866. – Viška bitka, u kojoj malobrojnija flota Habsburške Monarhije (u kojoj su većinu činili hrvatski mornari) pobijedila flotu Kraljevine Italije
- 1903. – Ford predstavio prvi automobil
- 1917. – nastala Krfska deklaracija.
- 1924. – osnovana Svjetska šahovska federacija (FIDE)
- 1944. – neuspjeli atentat na Adolfa Hitlera
- 1952. – Emil Zatopek otrčao olimpijski rekord na 10 km
- 1960. – Sirimavo Bandarinaike postala prvom ženskom premijerkom Šri Lanke
- 1969. – posada Apolla 11: Neil Armstrong, Edwin 'Buzz' Aldrin i Michael Collins izvela prvo spuštanje na Mjesec (Armstrong, kao prvi čovjek uopće na nekom drugom tlu osim zemaljskog; i Aldrin, dok je Collins upravljao lunarnim modulom u mjesečevoj orbiti)
- 1974. – Turska izvršila invaziju na Cipar
- 1976. – Viking 1 uspješno sletio na Mars
- 2022. – Na Grand Chess turniru koji se održavao u Zagrebu, svjetski šahovski prvak, Magnus Carlsen, javno obznanio da neće braniti titulu svjetskog prvaka

| - 1304. – Francesco Petrarca, talijanski pjesnik († 1374.) - 1519. – Inocent IX., papa († 1591.) - 1755. – Ignjat Martinović, hrvatski znanstvenik i filozof († 1795.) - 1774. – August Marmont, francuski maršal († 1852.) - 1785. – Mahmud II., turski sultan († 1839.) - 1822. – Gregor Mendel, austrijski svećenik i znanstvenik († 1884.) - 1879. – Vladko Maček, hrvatski pravnik i političar († 1964.) - 1864. – Erik Axel Karlfeldt, švedski književnik i nobelovac († 1931.) - 1864. – Ruggero Oddi, talijanski fiziolog i anatom († 1913.) - 1887. – Fran Galović, hrvatski književnik († 1914.) - 1895. – Laslo Móholy-Nágy, mađarski slikar i fotograf († 1946.) - 1897. – Tadeus Reichstein, švicarski kemičar i nobelovac († 1996.) - 1919. – Edmund Hillary, novozelandski planinar († 2008.) - 1924. – Dušan Bilandžić, hrvatski povjesničar i akademik († 2015.) - 1925. – Jacques Delors, francuski ekonomist i političar - 1938. – Natalie Wood, američka glumica († 1981.) - 1943. – Dragan Nikolić, srpski glumac († 2016.) - 1947. – Gerd Binnig, njemački fizičar i nobelovac - 1970. – Ivana Bakarić, hrvatska glumica - 1972. – Igor Peternel, hrvatski političar - 1976. – Lukša Jakobušić, hrvatski poduzetnik i sportski djelatnik - 1977. – Dora Lipovčan, hrvatska glumica - 1980. – Gisele Bündchen, brazilska manekenka - 1993. – Lucas Digne, francuski nogometaš | - 985. – Bonifacije VII., protupapa - 1031. – Robert II., francuski kralj (* 972.) - 1454. – Ivan II., kastiljski kralj (* 1405.) - 1514. – Juraj Dózsa, vođa mađarske seljačke bune (* 1475.) - 1607. – Miho Pracat – hrvatski pomorac, bankar i dobrotvor (* 1522.) - 1816. – Gavrila Deržavin, ruski pjesnik (* 1743.) - 1866. – Bernhard Riemann – njemački matemetičar (* 1826.) - 1903. – Lav XIII., papa (* 1810.) - 1908. – Demetrios Vikelas – prvi predsjednik MOO-a (* 1835.) - 1923. – Francisco "Pancho" Villa, meksički revolucionar (* 1877.) - 1926. – Feliks Dzeržinski, poljsko-ruski komunist (* 1877.) - 1927. – Ferdinand I., rumunjski kralj (* 1865.) - 1937. – Guglielmo Marconi, talijanski inženjer i fizičar (* 1874.) - 1945. – Paul Valéry, francuski književnik (* 1871.) - 1951. – Abulah I., jordanski kralj (* 1882.) - 1973. – Bruce Lee, hongkonško-američki glumac i majstor borilačkih vještina (* 1940.) - 2008. – Dinko Šakić, ustaški časnik, ratni zločinac i zapovjednik sabirnih logora (* 1921.) - 2017. – Chester Bennington, američki glazbenik i pjevač rock grupe Linkin Park (* 1976.) - 2018. – Nenad Vekarić, hrvatski povjesničar i akademik (* 1955.) - 2020. – Ruth Lewis, pakistanska redovnica (* 1945.) - 2022. – Viktor Žmegač, hrvatski književni teoretičar, kroatist, germanist, muzikolog, književnik i akademik (* 1929.) |

## Blagdani i spomendani
- Ilindan
- Dan grada Metkovića
- Dan grada Vinkovaca
- Dan neovisnosti u Kolumbiji
- Međunarodni dan šaha[1]